# Zwölf Apostel (Langenbach)
Die Zwölf Apostel (auch Apostelsteine genannt) sind eine Steinreihe bei Langenbach, einem Gemeindeteil von Geroldsgrün im Landkreis Hof in Bayern. Ihre Zeitstellung ist nicht gesichert; sie könnte aus vorgeschichtlicher Zeit stammen, aber auch aus dem Mittelalter.

## Lage
Die Steinreihe befindet sich westlich von Langenbach und ist über den Zwölf-Apostel-Weg erreichbar, der im Süden des Ortes von der Dürrenwalder Straße abzweigt. 300 m südlich befindet sich eine weitere Steinreihe, deren vorgeschichtlicher Charakter aber fraglich ist.

## Beschreibung
Die Steine bestehen aus Diabas, einem Basalt-Gestein. Sie bilden eine 15 m lange, annähernd nord-südlich verlaufende Reihe mit einer Abweichung von der Nordrichtung von etwa 10° nach Osten. Von Norden nach Süden weisen die zwölf Steine folgende Maße auf:
| Nr. | Höhe   | Breite | Dicke |
| --- | ------ | ------ | ----- |
| 1   | 70 cm  | 50 cm  | 43 cm |
| 2   | 105 cm | 66 cm  | 38 cm |
| 3   | 90 cm  | 50 cm  | 40 cm |
| 4   | 47 cm  | 57 cm  | 23 cm |
| 5   | 76 cm  | 50 cm  | 26 cm |
| 6   | 76 cm  | 52 cm  | 27 cm |
| 7   | 70 cm  | 45 cm  | 22 cm |
| 8   | 71 cm  | 35 cm  | 24 cm |
| 9   | 67 cm  | 45 cm  | 20 cm |
| 10  | 65 cm  | 48 cm  | 25 cm |
| 11  | 67 cm  | 44 cm  | 27 cm |
| 12  | 60 cm  | 29 cm  | 21 cm |

Am vierten Stein lehnt ein abgeplatztes Stück. Die beiden nördlichen weisen Bohrlöcher auf. Möglicherweise gehören sie nicht zum Originalbestand, sondern sind relativ junge Ergänzungen. Hierzu würde auch passen, dass in der Denkmalliste nur zehn Steine genannt werden. Allerdings könnte die Reihe ursprünglich auch aus mehr als zehn Steinen bestanden haben (siehe dazu unter Sagen).
Einige Heimatforscher sehen die Steinreihe als steinzeitliches Sonnenobservatorium an. Es könnte sich aber auch lediglich um eine mittelalterliche oder sogar neuzeitliche Weidebegrenzung handeln. Eine archäologische Untersuchung, die diese Frage klären könnte, hat bislang nicht stattgefunden.

## Sagen
Nach einer Sage hatten zwei Bauern Streit, woraufhin einer die Steinreihe aufstellte, um den anderen am Durchfahren zu hindern. Auch sollen in jüngerer Zeit Steine umgesetzt und einer (der „Judasstein“) soll entfernt worden sein.